# Koro (taal)
Het Koro is een taal die gesproken wordt in het noordoosten van India, in de deelstaat Arunachal Pradesh.
De taal werd op 5 oktober 2010 bij toeval ontdekt door taalkundigen die tijdens een expeditie van National Geographic de eveneens in gevaar zijnde talen het Aka en het Miji in kaart wilden brengen. Het Koro is ingedeeld bij de familie van Tibeto-Birmaanse talen.
Bij de ontdekking werd de taal door ongeveer 800 mensen gesproken. Door het geringe aantal (jonge) sprekers en doordat de taal nooit is opgeschreven, staat het Koro te boek als bedreigd.